# Ornithocephalus cryptanthus
Ornithocephalus cryptanthus là một loài thực vật có hoa trong họ Lan. Loài này được (C.Schweinf. & P.H.Allen) Toscano & Dressler mô tả khoa học đầu tiên năm 2000.